# Songs of the Eternal Oak
Songs of the Eternal Oak (рус. «Песни вечного древа») — дебютный альбом фолк-метал-группы Alkonost, изданный в 2000 году. Диск переиздавался в 2002, 2004, 2007 и 2023 годах под разными названиями.

## Об альбоме
Юрис Силдерс (Beverina), впечатлённый дебютной демозаписью Shadows of Timeless (1997), предложил группе издать альбом. В итоге совместными усилиями Beverina и Ketzer в 2000 году был издан Songs of the Eternal Oak на кассетах. Через 2 года от Алекса Хенле (Ketzer) поступило предложение о выпуске этого же материала на CD. Однако группа решила добавить в альбом треки с демозаписи Spirit Tending to Revolt (2001) и два видеоклипа. В 2002 году альбом уже под названием Alkonost вышел на CD в Европе, а в 2004 году был официально издан в России.
К десятилетнему юбилею группы лейбл Metalism Records подготовил переиздание альбома Songs of the Eternal Oak на русском языке. Новая версия альбома получила название Песни Вечного Древа.
Журнал Dark City об альбоме Songs of the Eternal Oak:

Тяжёлый, жёсткий, с ёмкими англоязычными текстами в гроулинге, он совершенно архетипичен. Каждая песня — всеобъемлющая тема, универсальная для любой из мифосистем. Краткая и беспредельная, вневременная и внепространственная, эта работа раскрывает ту грань, где действуют демиурги и эпические герои…
— Мара Мёрки
26 мая 2023 года вышла новая версия альбома, приуроченная к 25-летнему юбилею группы и получившая название Songs of the Eternal Oak (Anniversary Edition). Оригинальные композиции были полностью перезаписаны и представлены в обновленном звучании, часть песен в том числе получила новую аранжировку и русскоязычную лирику. Для исполнения партий мужского вокала были приглашены Mathias Lillmåns (Finntroll), Thor Bager (Svartsot), Keith Fay (Cruachan) и Игорь Шапранский (Сруб).

## Список композиций
| №                   | Название                          | Текст песни                                   | Длительность |
| ------------------- | --------------------------------- | --------------------------------------------- | ------------ |
| 1.                  | «Years of Prophecy»               | Дмитрий Покров, Алексей Соловьев и Мэри Свифт | 5:58         |
| 2.                  | «Sunshine Our Land»               | Дмитрий Покров, Алексей Соловьев и Мэри Свифт | 5:01         |
| 3.                  | «War Is Closed by Us»             | Дмитрий Покров, Алексей Соловьев и Мэри Свифт | 6:45         |
| 4.                  | «Song of Smiths (Sledge Hammer!)» | Дмитрий Покров, Алексей Соловьев и Мэри Свифт | 7:24         |
| 5.                  | «Holyday of Fathers»              | Дмитрий Покров, Алексей Соловьев и Мэри Свифт | 9:42         |
| 6.                  | «Rain of Former Days»             | (инструментал)                                | 10:15        |
| Общая длительность: | Общая длительность:               | Общая длительность:                           | 43:00        |

| №                   | Название                           | Текст песни                                   | Длительность |
| ------------------- | ---------------------------------- | --------------------------------------------- | ------------ |
| 1.                  | «Years of Prophecy»                | Дмитрий Покров, Алексей Соловьев и Мэри Свифт | 5:53         |
| 2.                  | «Sun Shine Our Land»               | Дмитрий Покров, Алексей Соловьев и Мэри Свифт | 4:55         |
| 3.                  | «Song of Smith (Sledge, Hammer!)»  | Дмитрий Покров, Алексей Соловьев и Мэри Свифт | 6:39         |
| 4.                  | «War Is Closed by Us»              | Дмитрий Покров, Алексей Соловьев и Мэри Свифт | 7:17         |
| 5.                  | «Holyday of Fathers»               | Дмитрий Покров, Алексей Соловьев и Мэри Свифт | 9:33         |
| 6.                  | «Rain of Former Days (Short Edit)» | (инструментал)                                | 4:35         |
| 7.                  | «My Last Day»                      | Алексей Соловьев и Мэри Свифт                 | 5:09         |
| 8.                  | «Vortex of Times»                  | Алексей Соловьев и Мэри Свифт                 | 4:19         |
| 9.                  | «Life On Glory's Blade»            | Алексей Соловьев и Мэри Свифт                 | 6:00         |
| 10.                 | «video years of prophecy»          |                                               |              |
| 11.                 | «video my last day»                |                                               |              |
| Общая длительность: | Общая длительность:                | Общая длительность:                           | 54:45        |

| №                   | Название              | Текст песни                    | Длительность |
| ------------------- | --------------------- | ------------------------------ | ------------ |
| 1.                  | «Годы предсказаний»   | Алексей Соловьёв и Mara Mirkie | 5:59         |
| 2.                  | «Солнце нашей земли»  | Алексей Соловьев               | 4:41         |
| 3.                  | «Бей, молот!»         | Алексей Соловьёв и Mara Mirkie | 7:19         |
| 4.                  | «В сердце легенды...» | Алексей Соловьёв и Mara Mirkie | 7:24         |
| 5.                  | «К родимой стороне»   | Mara Mirkie и Лосев Андрей     | 4:29         |
| 6.                  | «Пир отцов»           | Алексей Соловьёв и Mara Mirkie | 9:41         |
| 7.                  | «Радуги край»         | (инструментал)                 | 1:50         |
| 8.                  | «День последний мой»  | Алексей Соловьев               | 5:11         |
| Общая длительность: | Общая длительность:   | Общая длительность:            | 46:34        |

| №  | Название                                                 | Текст песни                                   | Длительность |
| -- | -------------------------------------------------------- | --------------------------------------------- | ------------ |
| 1. | «Years of Prophecy» (feat. Mathias Lillmåns (Finntroll)) | Дмитрий Покров, Алексей Соловьев и Мэри Свифт | 6:02         |
| 2. | «Sun Shine Our Land» (feat. Keith Fay (Cruachan))        | Дмитрий Покров, Алексей Соловьев и Мэри Свифт | 4:45         |
| 3. | «Бей, Молот!»                                            | Mare Mirkie                                   | 6:49         |
| 4. | «War Is Closed by Us»                                    | Ирина Камаева                                 | 5:37         |
| 5. | «Holiday of Fathers» (feat. Thor Bager (Svartsot))       | Дмитрий Покров, Алексей Соловьев и Мэри Свифт | 9:01         |
| 6. | «День Последний Мой» (feat. Игорь Шапранский (Сруб))     | Алексей Соловьев                              | 5:12         |
| 7. | «Вихрь Времени»                                          | Mare Mirkie                                   | 4:08         |
| 8. | «Outro»                                                  | (инструментал)                                | 3:26         |

## Участники записи

### 2000—2007
- Андрей Лосев — соло-гитара, клавиши
- Алексей Соловьёв — бас-гитара, вокал
- Игорь Хотько — звукорежиссёр (Songs of the Eternal Oak)
- Вадим Ухов — звукорежиссёр (Spirit Tending to Revolt)
- Натальи Касаткиной — оформление (Songs of the Eternal Oak и Spirit Tending to Revolt)
- Alex Henhle — оформление (Spirit Tending to Revolt)
- Ксения Арефьева — оформление («Песни вечного древа»)

### 2023
- Андрей Лосев — соло-гитара, клавиши
- Ксения Побужанская — вокал
- Павел Косолапов — гитара, вокал
- Сергей Кузьмин — бас-гитара (1, 2)
- Дмитрий Луцковский — бас-гитара (3-8)
- Фёдор Боровский — ударные, сведение, мастеринг
- Тимур Кудаев (Stone Flower Studio) — запись
- Дарья Трубина — иллюстрация